# Triatlo nos Jogos Pan-Americanos de 2023 - Revezamento misto
A competição de revezamento misto do triatlo nos Jogos Pan-Americanos de 2023 foi disputada em 4 de novembro de 2023 na Praia El Sol, em Viña del Mar. Um total de 44 triatletas de 11 Comitês Olímpicos Nacionais (CON) participaram do evento.

## Calendário
Horário local (UTC−3).
| Data          | Hora  | Fase  |
| ------------- | ----- | ----- |
| 4 de novembro | 10:00 | Final |

## Medalhistas
|  | BRA Brasil                                                   |  | USA Estados Unidos                                         |  | MEX México                                             |
|  | Miguel Hidalgo Djenyfer Arnold Manoel Messias Vittória Lopes |  | Seth Rider Erika Ackerlund Matthew McElroy Virginia Sereno |  | Brock Hoel Emy Legault Liam Donnelly Dominika Jamnicky |

## Resultados
Estes foram os resultados da competição:
| Pos.              | CON                                 | Triatletas                                                        | Natação             | Ciclismo               | Corrida             | Tempo total |
| ----------------- | ----------------------------------- | ----------------------------------------------------------------- | ------------------- | ---------------------- | ------------------- | ----------- |
| Medalha de ouro   | BRA Brasil                          | Miguel Hidalgo Djenyfer Arnold Manoel Messias Vittória Lopes      | 3:31 3:50 3:43 3:42 | 8:33 9:27 8:34 9:32    | 4:31 5:13 4:13 5:35 | 1:15:08     |
| Medalha de prata  | USA Estados Unidos                  | Seth Rider Erika Ackerlund Matthew McElroy Virginia Sereno        | 3:15 4:02 3:39 4:02 | 8:18 9:13 8:49 9:56    | 4:30 5:13 4:35 5:14 | 1:15:26     |
| Medalha de bronze | CAN Canadá                          | Brock Hoel Emy Legault Liam Donnelly Dominika Jamnicky            | 3:17 4:03 3:44 4:05 | 8:18 9:20 8:42 9:36    | 4:28 5:23 4:24 5:25 | 1:15:36     |
| 4                 | MEX México                          | Crisanto Grajales Lizeth Rueda Aram Peñaflor Rosa Tapia           | 3:26 3:57 3:34 3:59 | 8:37 9:39              | 9:39 5:03 4:48 5:25 | 1:16:52     |
| 5                 | ECU Equador                         | Gabriel Terán Elizabeth Bravo Juan José Andrade Paula Jara        | 3:21 4:13 3:54 4:16 | 8:48 9:32 9:03 10:01   | 4:29 5:09 4:41 5:31 | 1:17:58     |
| 6                 | VEN Venezuela                       | Luis Miguel Velásquez Rosa Martínez Yhousman Perdomo Génesis Ruiz | 3:19 3:59 3:40 4:16 | 8:47 9:39 9:15 10:08   | 4:43 5:14 4:40 5:46 | 1:18:11     |
| 7                 | COL Colômbia                        | Brian Moya Diana Castillo Carlos Quinchará María Velásquez        | 3:25 3:56 3:53 4:12 | 8:42 9:39 9:25 9:57    | 4:43 5:21 4:52 5:23 | 1:18:45     |
| 8                 | CHI Chile                           | Diego Moya Dominga Jácome Gaspar Riveros Catalina Salazar         | 3:04 4:13 3:40 4:18 | 9:03 9:31 9:04 10:18   | 4:33 5:23 4:45 5:45 | 1:18:56     |
| 9                 | CUB Cuba                            | Alejandro Rodríguez Leslie Amat Kevin Milián Niuska Figueredo     | 3:23 3:54 3:55 4:16 | 8:42 9:43 9:11 10:14   | 4:32 5:15 4:45 5:41 | 1:19:07     |
| 10                | ARG Argentina                       | Flavio Morandini Romina Biagioli Iván Anzaldo Moira Miranda       | 3:23 4:00 3:46 4:03 | 8:43 10:18 9:16 9:55   | 4:39 5:08 4:51 6:01 | 1:19:28     |
| 11                | EAI Equipe de Atletas Independentes | Jorge Cabinal Marlen Aguilar Gerardo Vergara Bivian Díaz          | 3:29 4:37 4:11 5:02 | 9:49 11:02 10:07 11:07 | 5:20 5:26 5:42 5:55 | 1:28:06     |